# Terapia pedagogiczna
Terapia pedagogiczna (tzw. pedagoterapia) – to świadome i celowe oddziaływanie na podmiot wychowania za pomocą metod i technik zmierzających do przywrócenia pożądanych cech osobowo-poznawczych w obrębie motywacji oraz emocji edukacyjnej. Jest to również oddziaływanie za pomocą środków psychopedagogicznych na przyczyny i przejawy trudności w edukacji tj.: nabywaniu, przyswajaniu wszechstronnej wiedzy i posługiwaniu się nią w życiu społecznym.
Pedagoterapia ma na celu przywracanie powodzenia edukacyjnego poprzez reedukację i stanowi specjalną interwencję pedagogiczną, zmierzającą do przywrócenia określonych zmian do norm społecznych cech zachowania edukacyjnego, jako postawy celującej w rozwoju umysłowym człowieka. Terapia pedagogiczna jako re-wychowanie pozytywnych zmian w obrębie sfer: poznawczej i emocjonalno – motywacyjnej a także osobowości w strukturze umiejętności nabywania wiedzy ogólnej przez podmiot oddziaływań psychopedagoterapeutycznych.

## Cele terapii pedagogicznej
Celem terapii pedagogicznej jest przywrócenie możliwości rozwoju umysłowego do normatywu społecznego, podmiotom z deficytami edukacyjnymi na miarę ich możliwości psychosomatycznych, poprzez:
- stymulowanie rozwoju dzieci i młodzieży - jest to cel nadrzędny;
- stymulowanie i usprawnianie rozwoju funkcji psycho - motorycznych
- wyrównywanie braków w wiedzy i praktycznych umiejętnościach manualnych,
- eliminowanie niepowodzeń edukacyjnych poprzez różne techniki
- eliminowanie niepowodzeń emocjonalno - społecznych i ich konsekwencji.
- wyrównywanie szans rówieśniczych

## Zobacz
- Diagnoza (pedagogika)
- Leczenie
- Psychologia
- Pedagogika
- Psychopedagogika